# Damous (distrito)
Damous é um distrito localizado na província de Tipasa, Argélia. Sua capital é a cidade de mesmo nome. A população total do distrito era de 32 515 habitantes, em 2008.

## Comunas
O distrito está dividido em três comunas:
- Damous
- Larhat
- Beni Milleuk